# Бебрене
Бебрене (латыш. Bebrene) — населённый пункт в Аугшдаугавском крае Латвии. Административный центр Бебренской волости. Находится у региональной автодороги Илуксте — Бебрене — Биржи. Расстояние до города Даугавпилс составляет около 42 км. По данным на 2015 год, в населённом пункте проживало 402 человека. Есть волостная администрация, общеобразовательная и профессиональная школа, детский сад, дом культуры, библиотека, почтовое отделение, фельдшерский пункт и католическая церковь.

## История
Впервые упоминается в 1562 году. Населённый пункт развивался вокруг усадьбы Бебрене (Беверн). В 1932 получил статус села.
В советское время населённый пункт был центром Бебренского сельсовета Даугавпилсского района. В селе располагался Бебренский совхоз-техникум.

## Фотогалерея

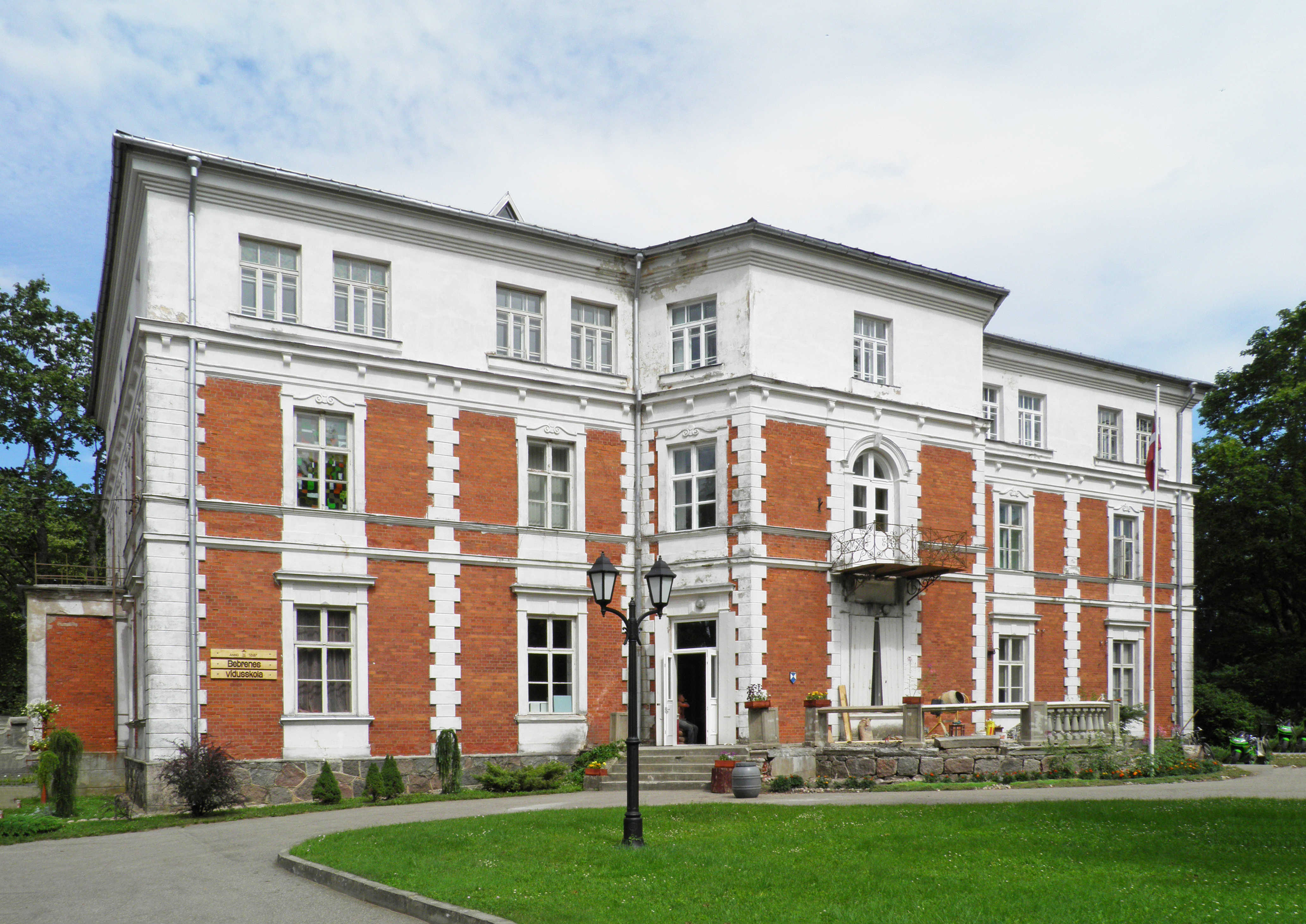
Усадьба, сейчас средняя школа
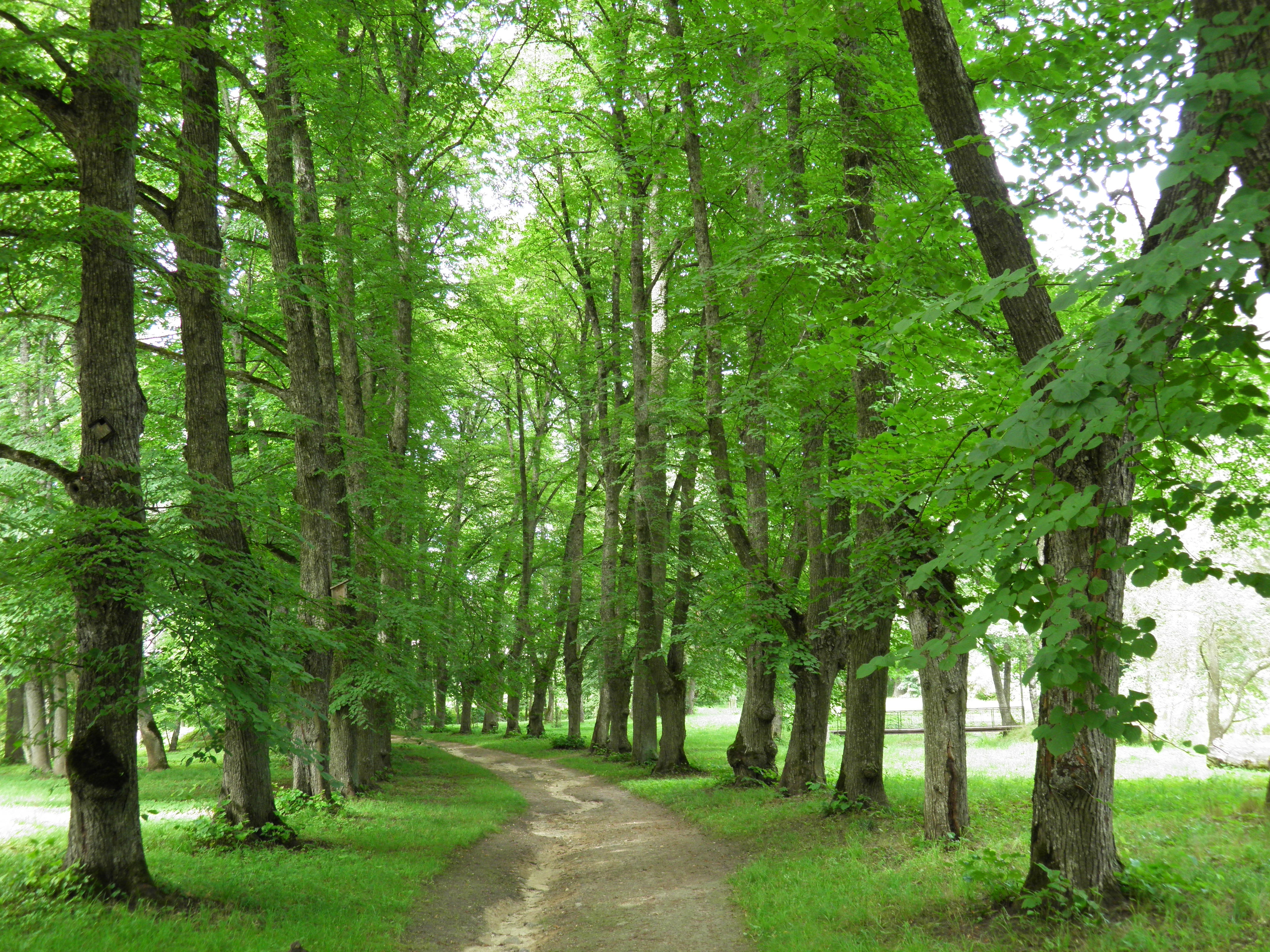
Усадебный парк
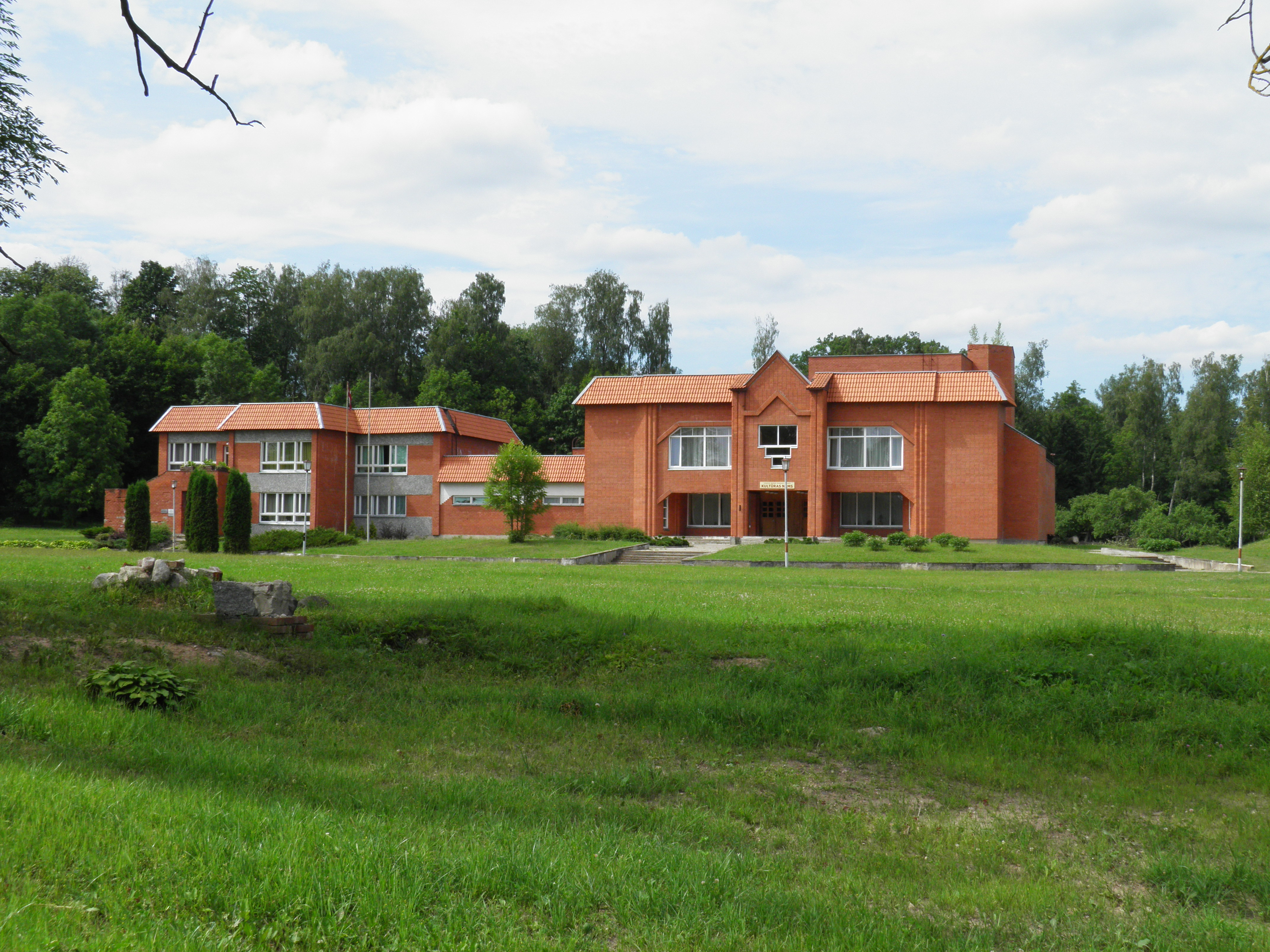
Бебренский дом культуры